# Flaherty-eiland
Flaherty-eiland (Engels: Flaherty Island) is het grootste eiland van de Belcherarchipel. Het eiland heeft een ongewone vorm en is vernoemd naar de visueel antropoloog Robert J. Flaherty. Op het eiland ligt de Inuit-nederzetting Sanikiluaq, wat tevens het de zuidelijkste nederzetting van Nunavut is.